# William F. Nolan

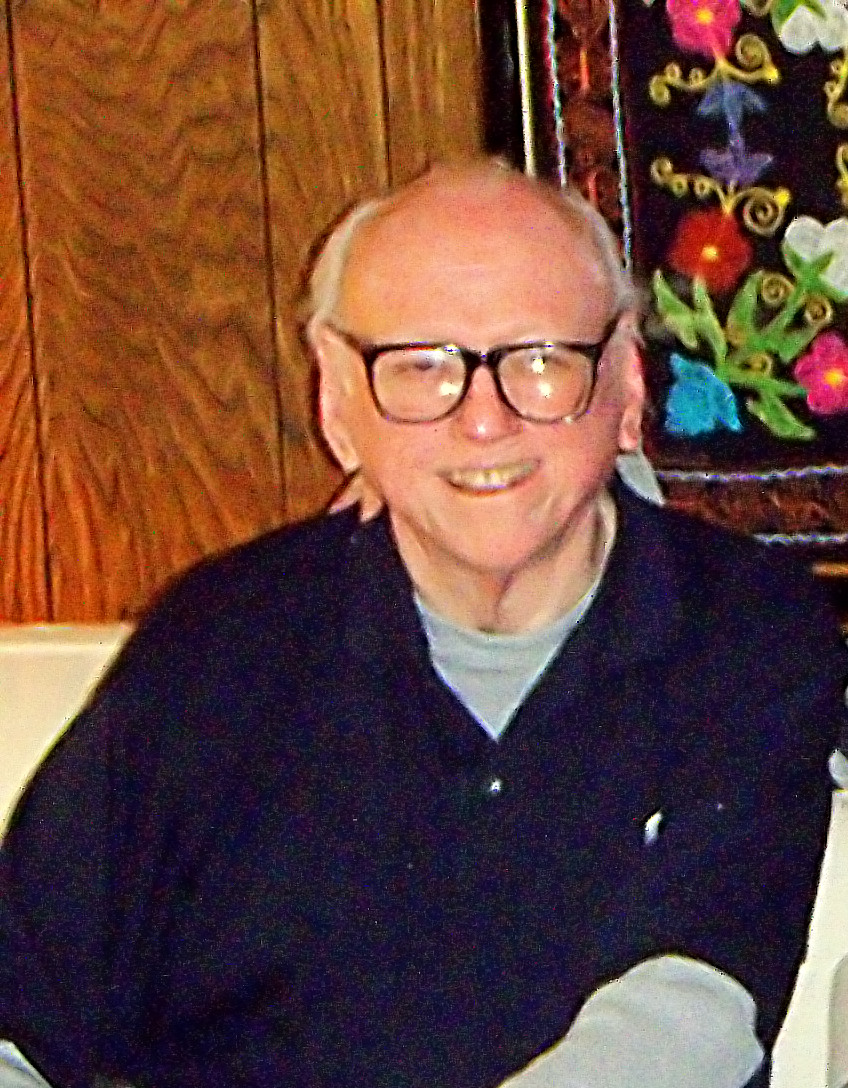
William F. Nolan (2008)

William Francis Nolan (geboren am 6. März 1928 in Kansas City, Missouri; gestorben am 15. Juli 2021) war ein amerikanischer Autor von Science-Fiction, Fantasy und Horror und Verfasser von Biografien und Büchern über Motorsport.
Bekannt wurde er vor allem durch die Logan-Reihe, deren erster Band Logan’s Run die Vorlage für den Film Flucht ins 23. Jahrhundert war.

## Leben
William besuchte kurz das Kansas City Art Institute, zog aber mit 19 Jahren mit seiner Familie nach Kalifornien. 1952 schloss er sich in Los Angeles einer Gruppe von Schriftstellern an, die zu den führenden in den Genres Science-Fiction und Horror werden sollten, u. a. Ray Bradbury, Richard Matheson und Robert Bloch.
Ab 1962 schrieb er auch Drehbücher für Film und Fernsehen. 1961 war er neben den beiden Science-Fiction-Autoren Charles Beaumont und George Clayton Johnson in Roger Cormans Weißer Terror (The Intruder) als Nebendarsteller zu sehen.
Nolan war einmal verheiratet; bei seinem Tod hatte er keine Angehörigen. Er starb im Juli 2021 im Alter von 93 Jahren an den Folgen einer Infektion.

## Auszeichnungen
- 2002: International Horror Guild Award als Living Legend
- 2006: SFWA Award als Author Emeritus
- 2010: Bram Stoker Award für das Lebenswerk
- 2013: World Fantasy Award, Spezialpreis
- 2014: Bram Stoker Award für die Essaysammlung Nolan on Bradbury: Sixty Years of Writing about the Master of Science Fiction
- 2015: World Horror Convention Grand Master Award

## Bibliografie
Die Serien sind nach dem Erscheinungsjahr des ersten Teils geordnet.
Logan
- 1 Logan’s Run (1967, mit George Clayton Johnson)
  - Deutsch: Flucht ins 23. Jahrhundert. Übersetzt von Ernst Heyda. Heyne SF&F #3544, 1977, ISBN 3-453-30438-1.
- 2 Logan’s World (1977)
- 3 Logan’s Search (1980)
- William F. Nolan’s Logan: A Trilogy (1986, Sammelausgabe von 1–3)
- Logan’s Mission (2017, Kurzgeschichte)

Challis
- Death Is for Losers (1968)
  - Deutsch: Da waren’s nur noch drei. Übersetzt von Günther Hehemann. Heyne-Kriminalroman #1400, 1970.
- The White Cad Cross-Up (1969)
  - Deutsch: Kommen Sie rasiert zur Hinrichtung. Übersetzt von Christiane Nogly. Heyne-Kriminalroman #1424, 1970.
- Helle on Wheels (1992)
- The Brothers Challis (1996, Sammlung)

Sam Space
- 1 Space for Hire (1971)
  - Deutsch: Der Zeitagent. Übersetzt von Jürgen Perkeo. Bastei Lübbe Science Fiction Taschenbuch #21086, 1976, ISBN 3-404-00526-0.
- 2 Look Out for Space (1985)
- 3 3 for Space (1992, Sammlung)
- Sungrab (1980, Kurzgeschichte)
- Deadtrip (1991, Kurzgeschichte)
- Moonjob (1992, Kurzgeschichte)
- Bubblebeast (1997, Kurzgeschichte)
- The Adventure of the Martian Moons (1997, Kurzgeschichte)
  - Deutsch: Das Abenteuer mit den Marsmonden. In: Peter Haining (Hrsg.): Scheibenwahn. Heyne (Heyne Science Fiction & Fantasy #9037), 1999, ISBN 3-453-15602-1.
- Timehop (2007, Kurzgeschichte)
- Seven for Space (2008, Sammlung)

Kincaid Series (Erzählungen)
- Pirate’s Moon (1987)
- Broxa (1991, auch als Demon!, 2009)
- The Winchester Horror (1998)
- Kincaid: A Paranormal Casebook (2011, Sammlung)

Black Mask
- The Black Mask Murders (1994)
- The Marble Orchard (1996)
- Sharks Never Sleep (1998)

Einzelroman
- Helltracks (1991)

Sammlungen 
- Impact-20 (1963)
- Alien Horizons (1974)
- Wonderworlds (1977)
- Things Beyond Midnight (1984)
- Night Shapes (1995)
- Dark Universe: Stories 1951–2001 (2001)
  - Deutsch: Dark Universe – Albträume. Übersetzt von Christian Jentzsch. Festa Sammlerausgaben, 2015.
- Have You Seen the Wind? (2003)
- Nightworlds (2004)
- Wild Galaxy: Selected Science Fiction Stories (2005)
- Ill Met by Moonlight (2005)
- Nightshadows (2007)
- Dark Dimensions (2010)
- William F. Nolan: A Miscellany (2011, mit Jason V Brock)
- Like a Dead Man Walking (2014)

Kurzgeschichten
Wird bei Übersetzungen nur Titel und Jahr angegeben, so findet sich die vollständige Angabe unter Sammlungen.
- The Immortal Ones: A Satire (1952)
- The Joy of Living (1954)
  - Deutsch: Familienglück. In: William F. Nolan (Hrsg.): Die Anderen unter uns. Melzer, 1967.
- The Ship (1955, mit Charles E. Fritch)
- The Beautiful Doll Caper (1956)
- The Darendinger Build-Up (1956)
- Of Time and Texas (1956)
- Into the Lion’s Den (1956)
  - Deutsch: Ausflug in die Höhle des Löwen. In: Helmuth W. Mommers & Arnulf D. Krauß (Hrsg.): 22  Horror Stories – Eine Antholgie der besten Grusel-Geschichten aus aller Welt. Heyne (Heyne-Anthologien, Bd. 26)
- The Martians and the Leadfoot (1957)
- Small World (1957, auch als The Small World of Lewis Stillman und als The Underdweller)
  - Deutsch: In der Unterwelt. In: Dark Universe – Albträume. 2015.
- Pigeon (1957)
  - Deutsch: Taube. In: Isaac Asimov (Hrsg.): Isaac Asimov präsentiert 100 kleine, böse Krimis. Bastei Lübbe Paperback #28133, 1985, ISBN 3-404-28133-0.
- Dutch (1958)
  - Deutsch: Dutch. In: Isaac Asimov (Hrsg.): Isaac Asimov präsentiert 100 kleine, böse Krimis. Bastei Lübbe (Bastei Lübbe Paperback #28133), 1985, ISBN 3-404-28133-0.
- Full Quota (1958)
- And Miles to Go Before I Sleep (1958, auch als But I Have Promises to Keep …)
  - Deutsch: Und noch Meilen vor mir, bevor ich schlafe. In: Dark Universe – Albträume. 2015.
- Lap of the Primitive (1958, auch als Tildy)
- Dark Encounter (1959)
- The Amazon Kick (1959)
- One of Those Days (1962)
- Death Double (1963, auch als: The Stuntman)
  - Deutsch: Aber so versteh doch. Da wir alle beide ich sind -. In: Isaac Asimov, Martin Harry Greenberg, Joseph D. Olander (Hrsg.): Feuerwerk der SF. Goldmann (Edition ’84: Die positiven Utopien #8), 1984, ISBN 3-442-08408-3.
- The End with No Perhaps (1963)
- The Girl Who Wasn’t There (1963, mit Forrest J. Ackerman, Tigrina und Charles E. Fritch)
- The Last Three Months (1963)
- The Public Loves a Johnny (1963)
- To Serve the Ship (1963, auch als: Solution)
- I’m Only Lonesome When I’m Lonely (1963)
  - Deutsch: Nur allein fühl ich mich einsam. In: Horror-expert #12. Luther, Baden-Baden 1972.
- Dig Me a Home (1963)
- Nobody, That’s Who (1963)
  - Deutsch: Niemand war’s. In: Isaac Asimov (Hrsg.): Isaac Asimov präsentiert 100 kleine, böse Krimis. Bastei Lübbe Paperback #28133, 1985, ISBN 3-404-28133-0.
- "Just Like Wild Bob" (1964)
- Strippers Have to Die (1964)
- The Fasterfaster Affair (1965, auch als: Fasterfaster!, auch als Frank Anmar)
- Happily Ever After (1965)
- The Party (1967)
- He Kilt It with a Stick (1968)
- Papa’s Planet (1968)
- Jenny Among the Zeebs (1970, als Frank Anmar)
- Toe to Tip, Tip to Toe, Pip-Pop as You Go (1970, auch als: The Ellena Movement)
- Gorf! Gorf! Gorf! (1971, auch als: The Day the Gorf Took Over und als: Operation Gorf)
- The Worlds of Monty Willson (1971)
- Starblood (1972)
- Kelly, Fredric Michael: 1928–1987 (1973, auch als: Kelly, Fredric Michael (1928–1990))
- Violation (1973, auch als: Lawbreaker)
  - Deutsch: Übertretung. In: Dark Universe – Albträume. 2015.
- The Mating of Thirdburt (1974, auch als: Pairups, Inc.)
- Coincidence (1974)
  - Deutsch: Zufälliges Zusammentreffen. In: Dark Universe – Albträume. 2015.
- Full of, Mostly, Bagels and Cream Cheese (1974, auch als: Gibbler’s Ghost)
- Promises to Keep: A Science Fiction Drama (1974)
- Dead Call (1976)
  - Deutsch: Anruf eines Toten. In: Dark Universe – Albträume. 2015.
- Dark Winner (1976)
- The Grackel Question (1978)
- Saturday’s Shadow (1979)
  - Deutsch: Samstagsschatten. In: Dark Universe – Albträume. 2015.
- A Real Nice Guy (1980)
- The Partnership (1980)
  - Deutsch: Die Partnerschaft. In: Dark Universe – Albträume. 2015.
- The Pool (1981)
- The Train (1981, auch als: Lonely Train a’ Comin’)
  - Deutsch: Lonely Train A’Coming. In: Dark Universe – Albträume. 2015.
- Death Decision (1981)
- The Small World of Lewis Stillman: A Teleplay (1981)
- Fair Trade (1982)
- The Zurich Solution (1982)
- Something Nasty (1983)
- Of Time and Kathy Benedict (1984)
- The Dandelion Chronicles (1984)
- Trust Not a Man (1984)
- The Party (teleplay) (1984)
- Ceremony (1985)
  - Deutsch: Zeremonie. In: Dark Universe – Albträume. 2015.
- The Halloween Man (1986)
- The Nighthawk Rides (1986)
- The Final Stone (1986)
- My Name Is Dolly (1987)
  - Deutsch: Ich heiße Dolly. In: Ellen Datlow, Terri Windling (Hrsg.): Das neue Buch der Fantasy. Bastei Lübbe (Bastei Lübbe Paperback #28191), 1990, ISBN 3-404-28191-8.
- Pirate’s Moon (1987)
- The Yard (1987)
  - Deutsch: Der Schrottplatz. In: Dark Universe – Albträume. 2015.
- The Cure (1988)
  - Deutsch: Die Kur. In: Dark Universe – Albträume. 2015.
- Die, Clown, Die! (1988)
- The Sky Gypsy (1988)
- On 42nd St. (1989)
- Major Prevue Here Tonight (1989)
  - Deutsch: Heute Abend große Vorpremiere. In: Dark Universe – Albträume. 2015.
- Stoner (1989)
  - Deutsch: Stoner. In: Dark Universe – Albträume. 2015.
- Daddy’s Girl (1989)
- Gobble, Gobble! (1990)
- Ships in the Night (1990)
- Triptych (1990)
- Babe’s Laughter (1991)
- Blood Sky (1991)
- Broxa (1991)
- Hellhunt (1991)
- Him, Her, Them (1991)
- The Visions (1991)
- Getting Dead (1991)
- Brothers in Crime (1992)
- The Visit (1992)
  - Deutsch: Der Besuch. In: Dark Universe – Albträume. 2015.
- Hi, Mom! (1992)
- From a Narrow House (1992)
- On Harper’s Road (1993)
- Special Treat (1993)
- Helle on Wheels (1993)
- A Centennial Visitor (1994)
- At Diamond Lake (1994)
  - Deutsch: Am Diamond Lake. In: Dark Universe – Albträume. 2015.
- Fyodor’s Law (1994)
- The Giant Man (1994)
  - Deutsch: Der Riesenmann. In: Dark Universe – Albträume. 2015.
- The Francis File (1994)
- An Act of Violence (1995)
- Vampire Dollars (1995)
- Vympyre (1995)
- Boyfriend (1995, auch als Boyfren)
  - Deutsch: Freunt. In: Dark Universe – Albträume. 2015.
- Mama’s Boy (1996)
- The Ex (1996)
- The Logan Fragments (excerpt) (1996)
- Two from the Pack (1996)
- A Good Day (1997)
  - Deutsch: Ein guter Tag. In: Dark Universe – Albträume. 2015.
- Horror at Winchester House (1998)
- The Horror at Winchester House (1998)
- The Winchester Horror (1998)
- I’ll Get Away with It (1998)
- Lone Star Traveler (1999)
- Silk and Fire (1999)
- Freak (2000)
- Heart’s Blood (2000)
  - Deutsch: Herzblut. In: Dark Universe – Albträume. 2015.
- Once Upon a Time (2000)
- In Real Life (2001)
- How Do I Know You’re Real? (2002)
- Behind the Curtain (2003)
- Killing Charlie (2003)
- Listening to Billy (2003)
- The Night Dillinger Didn’t Die (2005)
- Ripper! (2005)
- DePompa (2005)
  - Deutsch: DePompa. In: Del Howison, Jeff Gelb (Hrsg.): Dark Delicacies: Leckerbissen des Bösen. Festa (Festa Horror TB #1525), 2009, ISBN 978-3-86552-087-6.
- Just Call Me Dash (2005)
- K.C. Nostalgia (2005)
- The Clown’s Daughter (2005)
- Dark Return (2006)
- On Becoming Immortal (2006)
- Poetic Justice (2006)
- The Tragic Narrative of Arthur Bedford Addison (2006, Vorlage von Edgar Allan Poe)
- Scotch on the Rocks (2006)
- With the Good Samaritan (2006)
- Mommy, Daddy, and Mollie (2006)
- An Unlucky Encounter (2007)
- Hopping for Abe (2007)
- Wolf Song (2007)
- At the 24-Hour (2007)
- The Man Who Stalked Hyde (2007)
- The Alien (2007)
- Space for Hire: A Screenplay (2008)
- Space: A Film Treatment (2008)
- To Be with Amy (2008)
- Stabbed by Rob (2008)
- Zachry Revisited (2009)
- Free Dirt: A Teleplay (2009, Vorlage von Charles Beaumont)
- The Perfect Nanny (2009)
- Getting Along Just Fine (2009)
- A Woods Encounter (2010)
- The Pelican’s Brother (2010)
- What Love Is This? (2010)
- Child’s Care (2010)
- Descent (2010)
- The Death of Sherlock Holmes (2010)
- Dread Voyage (2011)
- A Lot Like the Joker (2012)
- Just One of the Gang (2012)
- Ashland (2013)
- Excerpts from the Notebooks of William F. Nolan (2013)
- Exchange (2013, mit Jason V Brock)
- Flight to Legend (2013)
- Like a Dead Man Walking (2013)
- Millikin’s Machine (2013)
- My Girl Name is Elly (2013)
- The Beach (2013, mit Jason V Brock)
- The Blood Countess (2013)
- The End: A Final Dialogue (2013)
- The Recluse (2013)
- The Horror That Et My Pap—and Other Swamp Stuff (2013)
- The Undying (2013)
- A New Man (2014)
- The Joy of Living (teleplay) (2014)
- Dark Waters (2015)
- Afterlife (2015, mit Jason V Brock und Sunni K Brock)
- Dysfunctional (2016)
- Among the Tigers (2016)
- Jazz Kill (2016)
- Year of the Mouse (2016)
- Carnivorous (2017)
- Another Tonight? (2018)

Sachliteratur
- Ray Bradbury Review (1952)
- Omnibus of Speed: An Introduction to the World of Motor Sport (1958, mit Charles Beaumont)
- Barney Oldfield (1961)
- Phil Hill: Yankee Champion (1962)
- John Huston: King Rebel (1965)
- Dashiell Hammett: A Casebook (1969)
- Steve McQueen: Star on Wheels (1972)
- Hemingway: Last Days of the Lion (1974)
- The Ray Bradbury Companion (1975)
- Hammett: A Life at the Edge (1983)
  - Deutsch: Dashiell Hammett. Übersetzt von Uta Benz-Lindenau. Ullstein TB #6531, 1985, ISBN 3-548-36531-0.
- McQueen (1984)
- Max Brand – Western Giant : The Life and Times of Frederick Schiller Faust (1985)
- The Black Mask Boys (1985)
- The Work of Charles Beaumont: An Annotated Bibliography (1986)
- How to Write Horror Fiction (1990)
- Let’s Get Creative: Writing Fiction That Sells! (2006)
- Nolan on Bradbury: Sixty Years of Writing about the Master of Science Fiction (2013)

## Filmografie
Drehbuch
- 1974: Die Story von Gun Kelly (Melvin Purvis G-Man)
- 1974: Dem Bösen widerstehen (The Turn of the Screw)
- 1975: Die Gangsterschlacht von Kansas City (The Kansas City Massacre)
- 1975: Luftpiraten (Sky Heist)
- 1976: Landhaus der toten Seelen (Burnt Offerings)
- 1985: Der Schrecken der London Bridge (Bridge Across Time)
- 1986: Trilogy of Terror

Vorlage
- 1976: Flucht ins 23. Jahrhundert (Logan’s Run)

Als Schauspieler
- 1962: Weißer Terror (The Intruder)